# If Tomorrow Never Comes
"If Tomorrow Never Comes" is een nummer van de Amerikaanse singer-songwriter Garth Brooks. Het nummer werd uitgebracht op zijn debuutalbum Garth Brooks uit 1989. Op 21 augustus van dat jaar werd het nummer uitgebracht als de tweede single van het album. In 2002 bracht de Ierse singer-songwriter Ronan Keating een cover uit op zijn album Destination. Deze versie verscheen op 29 april van dat jaar als de eerste single van het album.

## Achtergrond
"If Tomorrow Never Comes" is geschreven door Brooks en Kent Blazy en geproduceerd door Allen Reynolds. Het is het eerste liefdeslied dat Brooks ooit uitbracht. In het nummer vraagt een man zich af of zijn geliefde zou weten hoeveel hij van diegene houdt als hij zelf de volgende dag zou sterven. Volgens Brooks gaat het echter over de liefde van een vader voor zijn dochter. Brooks ging langs "wat voelde als duizend schrijvers" om het nummer mee te schrijven. Zijn co-manager Bob Doyle introduceerde hem vervolgens aan Blazy, die, nadat hij het idee hoorde, binnen vijftien seconden het eerste couplet had geschreven. Volgens Brooks zal het "altijd mijn meest herkenbare nummer zijn". De single bereikte geen landelijke hitlijsten, maar werd een nummer 1-hit in de Amerikaanse countrylijsten en bereikte de nummer 2-positie in de Canadese countrylijsten. In 1991 ontving het een American Music Award voor beste countrynummer.
In 2002 werd "If Tomorrow Never Comes" gecoverd door Ronan Keating op zijn album Destination. Het werd een nummer 1-hit in de UK Singles Chart, terwijl het in zijn thuisland Ierland de derde plaats bereikte. Daarnaast kwam het ook op nummer 1 terecht in Denemarken, Noorwegen, Oostenrijk, Schotland en Tsjechië, en werd het een top 10-hit in onder meer Australië, Duitsland, Frankrijk, Ierland, Nieuw-Zeeland, Polen, Roemenië, Zweden en Zwitserland. In Nederland kwam de single tot de tweede plaats in zowel de Top 40 en de Mega Top 100, terwijl in Vlaanderen de vierde positie in de Ultratop 50 werd behaald.
Andere covers van "If Tomorrow Never Comes" zijn gemaakt door onder meer Engelbert Humperdinck, Claudia Jung, Barry Manilow en Westlife.

## Hitnoteringen
Alle noteringen zijn behaald door de versie van Ronan Keating.

### Nederlandse Top 40
| Hitnotering: 04-05-2002 t/m 07-09-2002 | Hitnotering: 04-05-2002 t/m 07-09-2002 | Hitnotering: 04-05-2002 t/m 07-09-2002 | Hitnotering: 04-05-2002 t/m 07-09-2002 | Hitnotering: 04-05-2002 t/m 07-09-2002 | Hitnotering: 04-05-2002 t/m 07-09-2002 | Hitnotering: 04-05-2002 t/m 07-09-2002 | Hitnotering: 04-05-2002 t/m 07-09-2002 | Hitnotering: 04-05-2002 t/m 07-09-2002 | Hitnotering: 04-05-2002 t/m 07-09-2002 | Hitnotering: 04-05-2002 t/m 07-09-2002 | Hitnotering: 04-05-2002 t/m 07-09-2002 | Hitnotering: 04-05-2002 t/m 07-09-2002 | Hitnotering: 04-05-2002 t/m 07-09-2002 | Hitnotering: 04-05-2002 t/m 07-09-2002 | Hitnotering: 04-05-2002 t/m 07-09-2002 | Hitnotering: 04-05-2002 t/m 07-09-2002 | Hitnotering: 04-05-2002 t/m 07-09-2002 | Hitnotering: 04-05-2002 t/m 07-09-2002 | Hitnotering: 04-05-2002 t/m 07-09-2002 | Hitnotering: 04-05-2002 t/m 07-09-2002 |
| Week                                   | 1                                      | 2                                      | 3                                      | 4                                      | 5                                      | 6                                      | 7                                      | 8                                      | 9                                      | 10                                     | 11                                     | 12                                     | 13                                     | 14                                     | 15                                     | 16                                     | 17                                     | 18                                     | 19                                     |                                        |
| -------------------------------------- | -------------------------------------- | -------------------------------------- | -------------------------------------- | -------------------------------------- | -------------------------------------- | -------------------------------------- | -------------------------------------- | -------------------------------------- | -------------------------------------- | -------------------------------------- | -------------------------------------- | -------------------------------------- | -------------------------------------- | -------------------------------------- | -------------------------------------- | -------------------------------------- | -------------------------------------- | -------------------------------------- | -------------------------------------- | -------------------------------------- |
| Positie                                | 35                                     | 23                                     | 8                                      | 5                                      | 2                                      | 3                                      | 3                                      | 5                                      | 14                                     | 17                                     | 17                                     | 15                                     | 17                                     | 18                                     | 27                                     | 21                                     | 23                                     | 27                                     | 33                                     | uit                                    |

### Mega Top 100
| Hitnotering: 04-05-2002 t/m 02-11-2002 | Hitnotering: 04-05-2002 t/m 02-11-2002 | Hitnotering: 04-05-2002 t/m 02-11-2002 | Hitnotering: 04-05-2002 t/m 02-11-2002 | Hitnotering: 04-05-2002 t/m 02-11-2002 | Hitnotering: 04-05-2002 t/m 02-11-2002 | Hitnotering: 04-05-2002 t/m 02-11-2002 | Hitnotering: 04-05-2002 t/m 02-11-2002 | Hitnotering: 04-05-2002 t/m 02-11-2002 | Hitnotering: 04-05-2002 t/m 02-11-2002 | Hitnotering: 04-05-2002 t/m 02-11-2002 | Hitnotering: 04-05-2002 t/m 02-11-2002 | Hitnotering: 04-05-2002 t/m 02-11-2002 | Hitnotering: 04-05-2002 t/m 02-11-2002 | Hitnotering: 04-05-2002 t/m 02-11-2002 |
| Week                                   | 1                                      | 2                                      | 3                                      | 4                                      | 5                                      | 6                                      | 7                                      | 8                                      | 9                                      | 10                                     | 11                                     | 12                                     | 13                                     | 14                                     |
| -------------------------------------- | -------------------------------------- | -------------------------------------- | -------------------------------------- | -------------------------------------- | -------------------------------------- | -------------------------------------- | -------------------------------------- | -------------------------------------- | -------------------------------------- | -------------------------------------- | -------------------------------------- | -------------------------------------- | -------------------------------------- | -------------------------------------- |
| Positie                                | 30                                     | 19                                     | 8                                      | 4                                      | 2                                      | 3                                      | 3                                      | 3                                      | 6                                      | 7                                      | 10                                     | 12                                     | 12                                     | 15                                     |
| Week                                   | 15                                     | 16                                     | 17                                     | 18                                     | 19                                     | 20                                     | 21                                     | 22                                     | 23                                     | 24                                     | 25                                     | 26                                     | 27                                     |                                        |
| Positie                                | 17                                     | 18                                     | 17                                     | 18                                     | 20                                     | 24                                     | 30                                     | 38                                     | 45                                     | 40                                     | 48                                     | 53                                     | 78                                     | uit                                    |

### NPO Radio 2 Top 2000
| Nummer met noteringen in de NPO Radio 2 Top 2000 | '03  | '04 | '05  | '06  | '07  | '08  | '09  | '10  | '11  | '12  | '13  |
| ------------------------------------------------ | ---- | --- | ---- | ---- | ---- | ---- | ---- | ---- | ---- | ---- | ---- |
| If Tomorrow Never Comes                          | 1316 | 853 | 1058 | 1103 | 1435 | 1230 | 1491 | 1451 | 1430 | 1899 | 1965 |

1. ↑  Een vetgedrukt getal geeft de hoogste notering aan.
2. ↑  2003 was het eerste jaar met een notering voor dit nummer.
3. ↑  Deze tabel is bijgewerkt tot en met de laatste editie (2024).